# خشم (فیلم ۲۰۱۶)
خشم (انگلیسی: Indignation) فیلمی درام به تهیه‌کنندگی و کارگردانی جیمز شیمس است که در سال ۲۰۱۶ منتشر شد. شیمس فیلمنامه این فیلم را بر اساس رمانی به همین نام اثر فیلیپ راث نوشت و اولین فیلم خود را بر اساس آن ساخت.

## بازیگران
- لوگن لرمان
- سارا گدون
- تریسی لتس
- فیلیپ اتینگر
- لیندا ایمند
- بن روزنفیلد